# 政府商務辦公室 (英國)

政府商務辦公室商標

政府商務辦公室（The Office of Government Commerce）是英國財政部屬下一個獨立部門，功能和職權包括按照既定政策及工序支援政府及公營機構的採購及政府合約的談判。其目的是在政府服務和採購方面加強對納稅人的問責性和效率。
政府商務辦公室支持及鼓勵政府和供應商加強關係，維持隱定的供應，也鼓勵使用中小企業供應商和在政府採購中使用電子商貿。辦公室在歐盟訂定政府採購規則時代表英國政府參與。
大型英國政府合約則由辦公室屬下的 OGC Buying Solutions 負責。
2005年11月政府商務辦公室開始按其 Commercial Activities Recompetition計劃大規模改組，至今仍在進行中。

## 六大目標
政府商務辦公室定下了六大工作目標  （页面存档备份，存于）:
- 提高第三者花費的項目的回報
- 令項目在按時按預算按預定質素下達到預定回報
- 在政府的30億英鎊資產獲最佳回報
- 在2011年減少政府的資產和業務帶來的二氧化碳排放量12.5%
- 按政府政策協助中小企業提丹質素和發揮創造力
- 增強政府項目管理、方案管理、採購管理和資產管理的能力

## 最佳實踐
政府商務辦公室也推動在項目管理、方案管理 (program management)、風險管理和服務管理 (service management) 上使用最佳實踐 (best practice) 的認証和辦法，包括:
- Managing Successful Programmes (MSP)
- PRojects IN Controlled Environments (PRINCE2)
- Management of Risk (M_o_R)
- Information Technology Infrastructure Library (ITIL)

政府商務辦公室本身並不提供最佳實踐辦法的教育和認証，但這些最佳實踐辦法最初都由政府商務辦公室發出和持有商標，並由一家叫 APM Group 的公司提供認証和由很多的認可機構提供最佳實踐辦法的教育。政府商務辦公室並有官方網站  講解這些最佳實踐辦法。

## OGC 門鑑檢定
英國政府的採購項目都按政府商務辦公室的OGC 門鑑檢定程序處理，OGC 門鑑檢定程序檢閱項目各個重要步驟，確保項目按既有程序進行而能順利完成，OGC 門鑑檢定程序可用於採購服務、物業、建造工程、資訊科技、商業程序變更等合約程序上。OGC 門鑑檢定程序的目的是要讓被檢定的項目能以可預估的成本下最高效率地達到原來預估的結果。

## 商標風波

新設計的政府商務辦公室商標

2008年4月24日英國每日電訊報報導政府商務辦公室花了14,000英鎊設計的新商標只要順時針轉90度看就會成為一個正在自瀆的生殖器勃起的男人，此發現令辦公室相當尷尬。而在以英語為主的網路文化中，OGC正是代表男性自慰的表情符號。

## 外部連結
- 政府商務辦公室官方網站 英國政府檔案館的存檔，存档日期2011-08-22
- The APM Group Limited 公司網站 Portuguese Web Archive的存檔，存档日期2016-05-18